# Giải vô địch bóng đá U-23 Đông Nam Á 2005
Giải vô địch bóng đá U-23 Đông Nam Á 2005 (tiếng Anh: 2005 AFF U-23 Youth Championship) là giải bóng đá lần đầu tiên của giải vô địch bóng đá U-23 Đông Nam Á, được tổ chức bởi Liên đoàn bóng đá Đông Nam Á. Giải đấu được tổ chức từ ngày 29 tháng 8 đến ngày 7 tháng 9 tại Băng Cốc, Thái Lan. Giải đấu này còn được gọi là giải đấu trước Đại hội Thể thao Đông Nam Á, là một giải đấu chuẩn bị cho các quốc gia thi đấu tại Đại hội Thể thao Đông Nam Á Manila vào tháng 12 cùng năm.

## Các đội hình
- Đội hình Philippines
- Đội hình Singapore[liên kết hỏng]

## Giải đấu
Tất cả thời gian là giờ chuẩn Thái Lan (TST) - UTC+7

### Vòng bảng

#### Bảng A
| Đội tuyển   | ST | T | H | B | BT | BB | HS  | Đ |
| ----------- | -- | - | - | - | -- | -- | --- | - |
| Myanmar     | 3  | 2 | 1 | 0 | 14 | 3  | +11 | 7 |
| Malaysia    | 3  | 2 | 1 | 0 | 6  | 2  | +4  | 7 |
| Philippines | 3  | 1 | 0 | 2 | 7  | 9  | −2  | 3 |
| Đông Timor  | 3  | 0 | 0 | 3 | 1  | 14 | −13 | 0 |

| Philippines | 2 – 6 | Myanmar |
| ----------- | ----- | ------- |
|             |       |         |

| Malaysia | 3 – 0 | Đông Timor |
| -------- | ----- | ---------- |
|          |       |            |

| Myanmar | 7 – 0 | Đông Timor |
| ------- | ----- | ---------- |
|         |       |            |

| Malaysia | 2 – 1 | Philippines |
| -------- | ----- | ----------- |
|          |       |             |

| Đông Timor | 1 – 4    | Philippines                                         |
| ---------- | -------- | --------------------------------------------------- |
| chưa rõ ?' | Chi tiết | Ombos ?' · Jaugan ?' · J. Orcullo ?' · Caligdong ?' |

| Myanmar | 1 – 1 | Malaysia |
| ------- | ----- | -------- |
|         |       |          |

#### Bảng B
| Đội tuyển | ST | T | H | B | BT | BB | HS  | Đ |
| --------- | -- | - | - | - | -- | -- | --- | - |
| Thái Lan  | 3  | 3 | 0 | 0 | 15 | 2  | +13 | 9 |
| Singapore | 3  | 2 | 0 | 1 | 7  | 7  | 0   | 6 |
| Lào       | 3  | 1 | 0 | 2 | 5  | 6  | −1  | 3 |
| Campuchia | 3  | 0 | 0 | 3 | 2  | 14 | −12 | 0 |

| Singapore                                   | 3 – 2    | Campuchia                |
| ------------------------------------------- | -------- | ------------------------ |
| Shi Jiayi 44' · Fazrul 70' · Baihakki 90+?' | Chi tiết | chưa rõ 6' · chưa rõ 73' |

| Lào | 1 – 3 | Thái Lan |
| --- | ----- | -------- |
|     |       |          |

| Campuchia | 0 – 8 | Thái Lan |
| --------- | ----- | -------- |
|           |       |          |

| Lào       | 1 – 3    | Singapore                             |
| --------- | -------- | ------------------------------------- |
| Lamnao 2' | Chi tiết | Tengku 73' · Shahril 76' · Fazrul 88' |

| Thái Lan                                    | 4 – 1    | Singapore    |
| ------------------------------------------- | -------- | ------------ |
| Teerathep 34', 67' · Pret 65' · Jakkrit 85' | Chi tiết | Ruhaizad 14' |

| Campuchia | 0 – 3 | Lào |
| --------- | ----- | --- |
|           |       |     |

### Vòng đấu loại trực tiếp

#### Bán kết
| Myanmar          | 1 – 2    | Singapore                 |
| ---------------- | -------- | ------------------------- |
| Soe Myat Min 53' | Chi tiết | Shi Jiayi 32' · Itimi 84' |

| Thái Lan | 7 – 0 | Malaysia |
| -------- | ----- | -------- |
|          |       |          |

#### Play-off tranh hạng ba
| Myanmar           | 1 – 1 | Malaysia |
| ----------------- | ----- | -------- |
|                   |       |          |
| Loạt sút luân lưu |       |          |
|                   | 4 – 2 |          |

#### Chung kết
| Singapore | 0 – 3    | Thái Lan                                  |
| --------- | -------- | ----------------------------------------- |
|           | Chi tiết | Teerathep 8', 78' (ph.đ.) · Sompong 90+?' |

## Vô địch
| Vô địch giải vô địch bóng đá U-23 Đông Nam Á 2005 |
| ------------------------------------------------- |
| · Thái Lan · Lần thứ 1                            |